# Thiago Alcântara
Thiago Alcântara do Nascimento (San Pietro Vernotico, 11 de abril de 1991) é um ex-futebolista hispano-brasileiro nascido na Itália que atuava como meio-campista.

## Carreira

### Infância
Filho de Valéria Alcântara, ex-voleibolista brasileira e do ex-futebolista brasileiro Mazinho (paraibano, da Copa do Mundo de 1994), Thiago nasceu em San Pietro Vernotico, na Itália, na época em que seu pai atuava pelo Lecce.
Por ter pai e mãe brasileiros, possui cidadania brasileira, além da espanhola, que adquiriu após ter passado boa parte da infância na Espanha. Chegou a atuar em clubes brasileiros ainda na infância, passando pelo infantil do Flamengo entre os anos de 1995 e 1996 e CFZ, quando tinha cinco anos de idade. Mudou-se para a Espanha com seu pai, jogando na equipe infanto-juvenil do Ureca, em Nigrán, região da Galiza. Ele retornou ao Flamengo aos dez anos e, em 2005, aos quatorze anos, mudou-se de vez para a Espanha para jogar pelas categorias de base do Barcelona.

### Barcelona

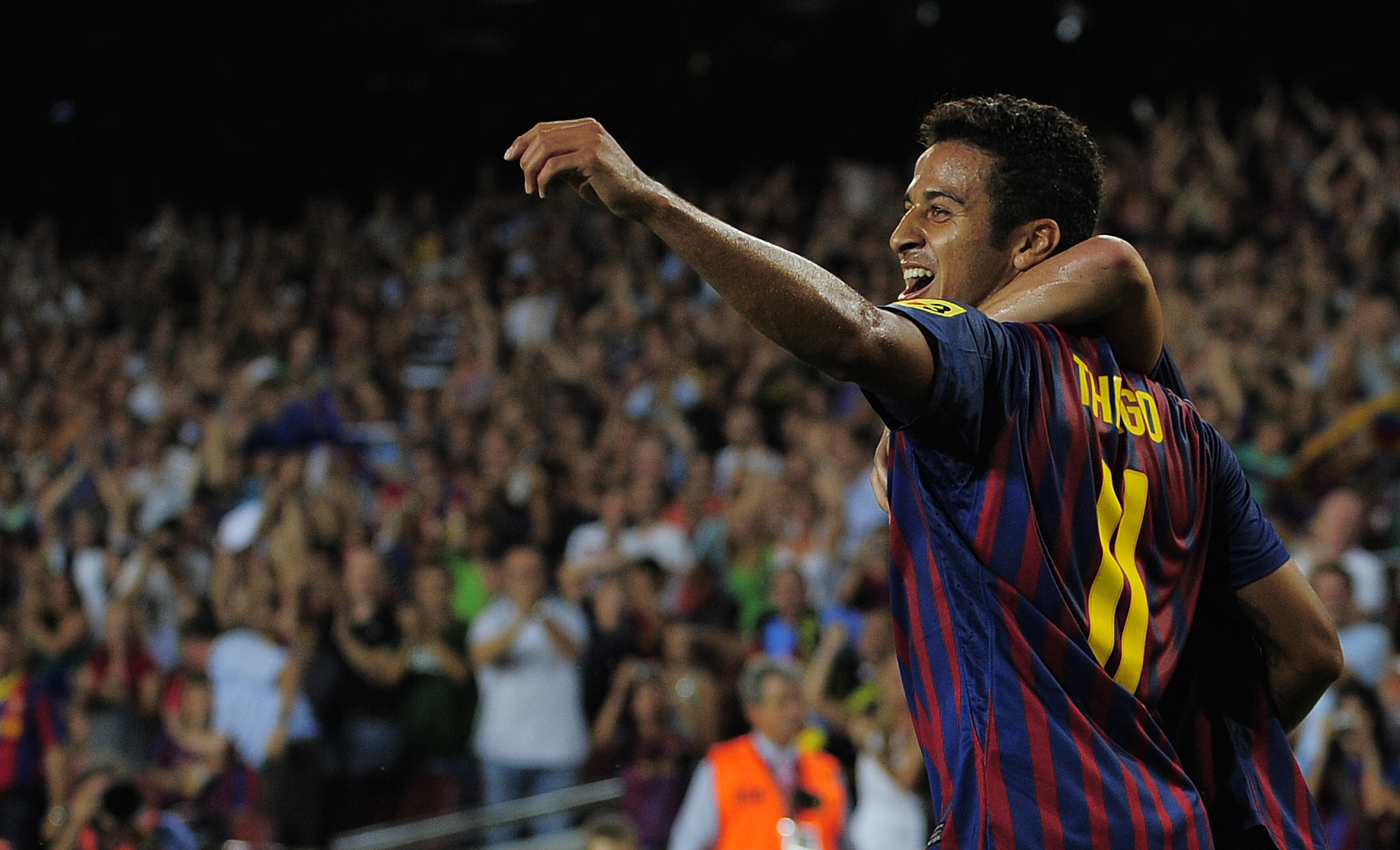
Thiago com o Barcelona em 2012

No dia 17 de maio de 2009, aos dezoito anos de idade, Thiago recebeu sua primeira chance pelo time principal do Barça, substituindo Eiður Guðjohnsen no segundo tempo de uma partida contra o Mallorca.
Na temporada 2010–11, passou a ter ainda mais chances na equipe, sendo inserido definitivamente no time principal do Barcelona. Em 20 de fevereiro de 2010, marcou seu primeiro gol na carreira, numa vitória por 4 a 0 contra o Racing Santander no Camp Nou. Marcou gols também contra o Almería e contra a Real Sociedad. Terminou sua primeira temporada inteira como profissional com um total de 17 jogos, três gols e três assistências. Ao fim da temporada, no dia 29 de junho de 2011 o Barcelona renovou o seu contrato até 30 de junho de 2015, tendo agora uma cláusula de rescisão de 90 milhões de euros.
Nos dias 26 e 27 de julho de 2011, disputou pelo Barcelona um torneio amistoso, de pré-temporada, a Copa Audi. O Barcelona sagrou-se campeão e Thiago foi o artilheiro com três gols marcados, dois deles na final. Ao fim do torneio, foi premiado como melhor jogador do mesmo.
Na temporada 2011–12, ganhou muito mais chances na equipe titular com as lesões de seus compatriotas Cesc Fàbregas e Iniesta, porém ainda foi reserva da estrelada equipe catalã.
No dia 26 de maio de 2013, Thiago completou 100 jogos pelo Barça na vitória por 2-0, fora de casa no clássico da Catalunha frente ao Espanyol.
Deixou o Barça após 6 épocas e 104 jogos e 11 golos.

### Bayern Munique

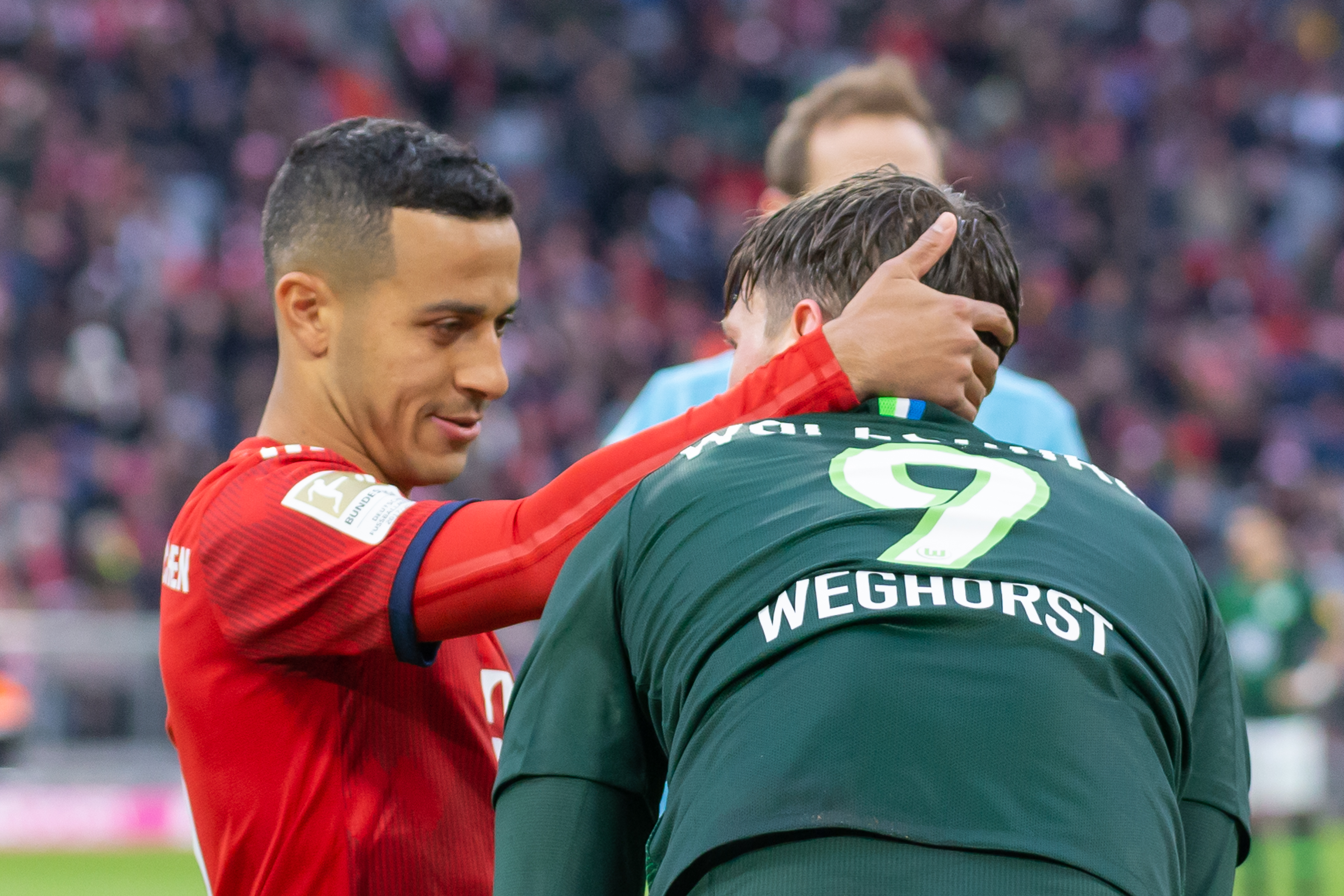
Thiago e Wout Weghorst.

No dia 14 de julho de 2013 foi contratado pelo Bayern de Munique por 25 milhões de euros (73,8 milhões de reais), com vínculo até 2017. Recebeu a camisa de número seis. Sua contratação veio após pedido de Pep Guardiola, que já havia sido seu comandante no clube anterior.
Sua estadia na Baviera foi longeva e recheada de títulos. O meio-campista, apesar de diversas lesões, consolidou-se como um dos melhores meio-campistas do mundo e garantiu convocações pela Seleção Espanhola, incluindo uma participação em Copas do Mundo na época que defendia as cores do Bayern.

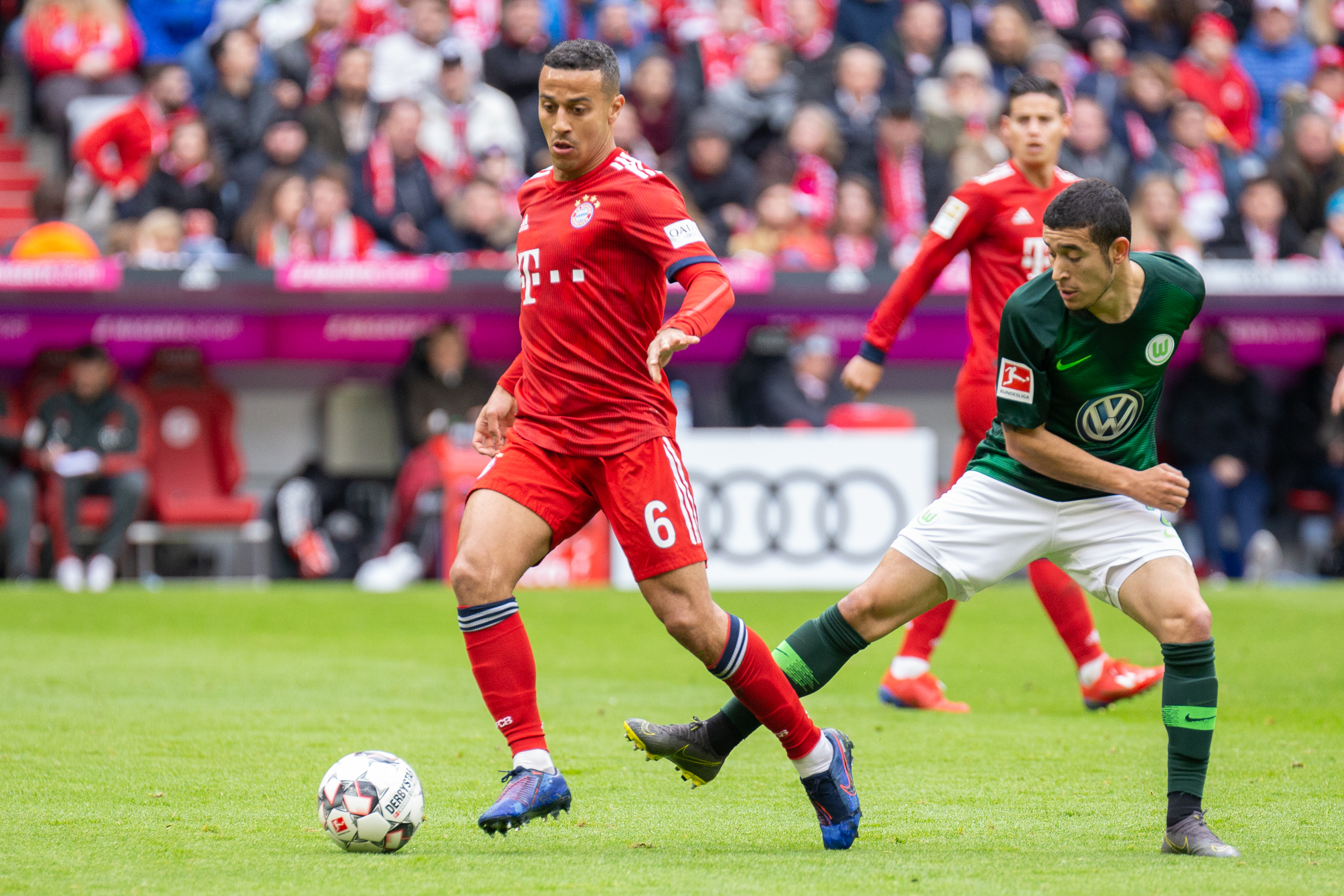
Thiago (com James Rodriguez ao fundo) disputando uma bola com William, pela Bundesliga.

Pelo clube alemão, ele conseguiu vencer sete títulos de Bundesliga em sequência comandando aquele meio de campo com craques mundiais como Philippe Coutinho, Joshua Kimmich, James Rodríguez, Philipp Lahm, Bastian Schweinsteiger e Toni Kroos. O jogador naturalizado espanhol pôde desempenhar um papel ofensivo, na Liga, com mais eficiente durante a época 2016–17, quando fizera 6 tentos em 27 partidas – seu recorde de gols em uma temporada de Campeonato Alemão.
Pela Taça da Alemanha, o jogador levou o troféu em quatro oportunidades. Curiosamente, a temporada que o jogador mais fizera gols durante a Copa (2017–18) foi a única que Thiago perdeu a final enquanto esteve em campo. Nas outras oportunidades, o time conquistou o troféu, ainda que com ele lesionado.

Pela Supercopa da Alemanha, o jogador conseguiu vencê-la 3 vezes. Mas a única fez que fez gol, foi justamente contra o adversário que o derrotara na final da Copa da Alemanha da época aneterior. Em uma goleada por 5 a 0 diante o Eintracht Frankfurt, Thiago fechou o placar com um chute de pé direito após assistência de Kingsley Coman em 2018.

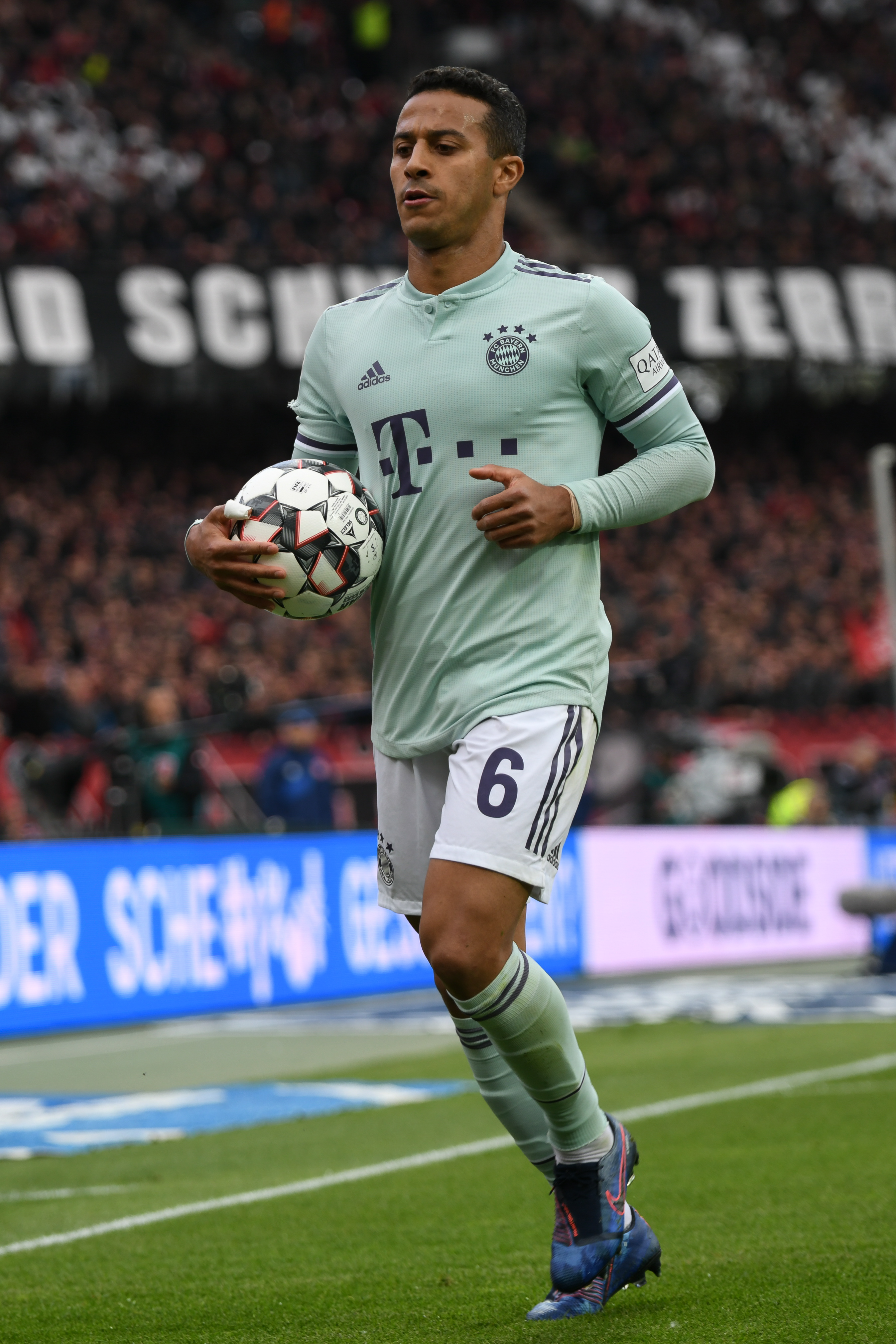
Thiago em 2019.

A exemplo de sua passagem pela Catalunha, Thiago venceu a Liga dos Campeões, a Supercopa da UEFA e o Mundial de Clubes uma vez cada. Durante a campanha vitoriosa de sua equipe na Champions de 2019–20, que foi uma edição extraordinária por conta da Pandemia de COVID-19 na Europa, o atleta, pela primeira vez desde sua chegada ao time de Munique, conseguiu estar disponível para todos os jogos sem ser acometido por lesões. Ele só deixou de entrar uma vez, ainda na Fase de Grupos, e depois conseguiu ser agraciado com o título na grande final diante o PSG de Neymar, Mbappé e Ángel Di María.
Algo que sempre foi um empecilho na vida profissional de Thiago foram as várias lesões em sua carreira. Em 2014, o jogador sofreu uma grave lesão em seu joelho. Ele só voltou a campo em abril de 2015, após um ano parado. Tal ato, o deixou de fora da Copa do Mundo FIFA de 2014.

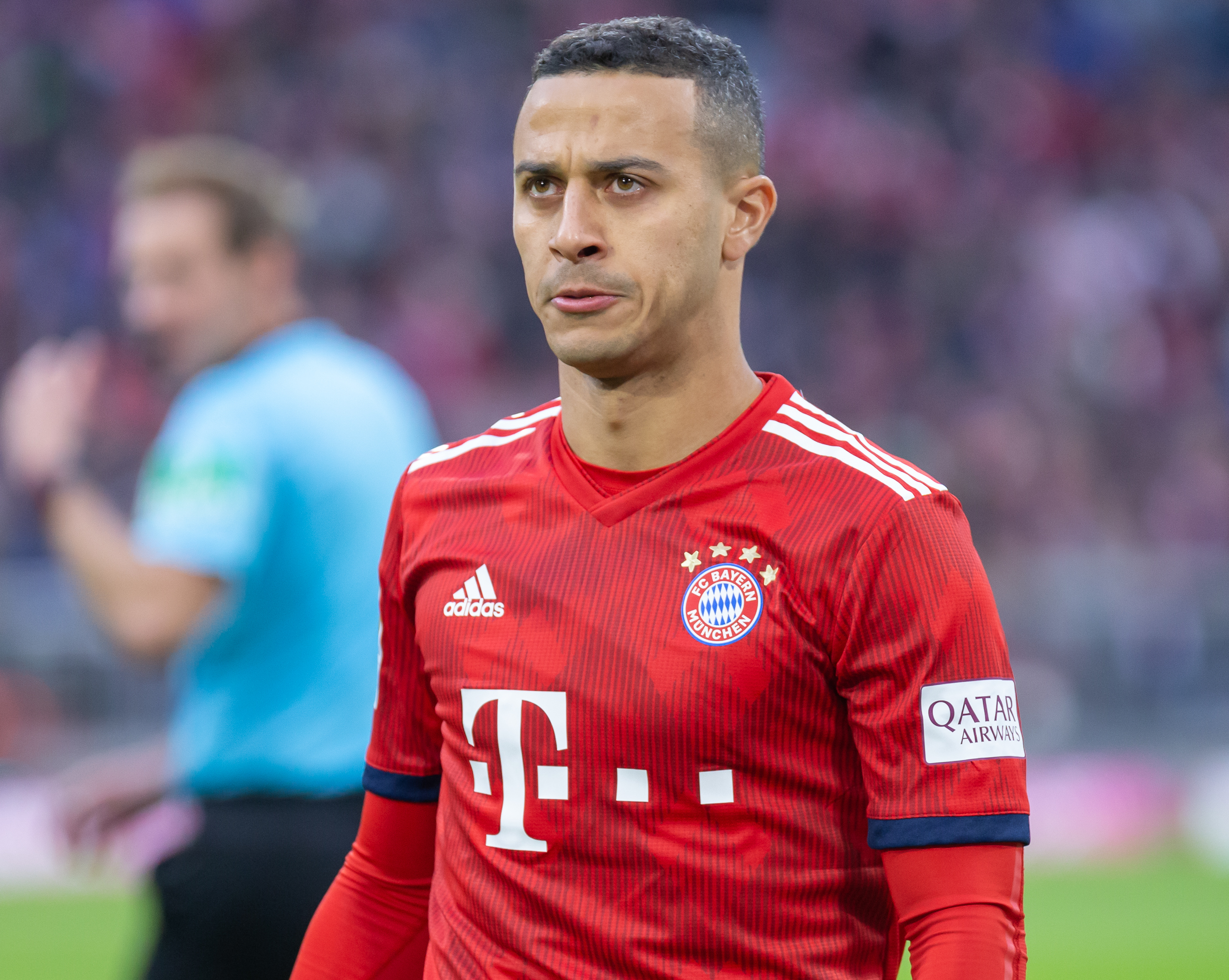
Alcântara pelo Bayern.

Seu joelho foi a região que mais vezes foi afetada em sua carreira, tendo sentido algum dano nessa área desde o ano de 2012, quando ainda defendia o Barcelona.
Sua despedida com o clube da Baviera aconteceu logo após vencer a Liga dos Campeões. Sua saída, no entanto, não foi aprovada pelo treinador da equipe naquele momento, o alemão Hans-Dieter Flick. Para ele, o jogador devia permanecer com o clube e estava fazendo "todo o possível para garantir que o Thiago fique". Mas, ainda que tivesse tentado "convencê-lo a ficar", Alcântara optou por assinar com uma nova equipe.
Thiago deixou o Bayern após sete temporadas, onde ganhou 16 títulos. Ele jogou 231 jogos, fizera 31 gols e distribuiu 37 assistências.

### Liverpool
Em 17 de setembro de 2020, Thiago foi contratado pelo Liverpool da Inglaterra por 30 milhões de euros, para as próximas 4 temporadas. Ele irá vestir a camisa 6 dos Reds.
| “                               | Não se trata de falar algumas palavras, e sim de fazer as coisas. Darei o meu coração em campo aos meus companheiros, ao clube e também aos torcedores. | ” |
| — Thiago ao sítio do Liverpool. | |   |

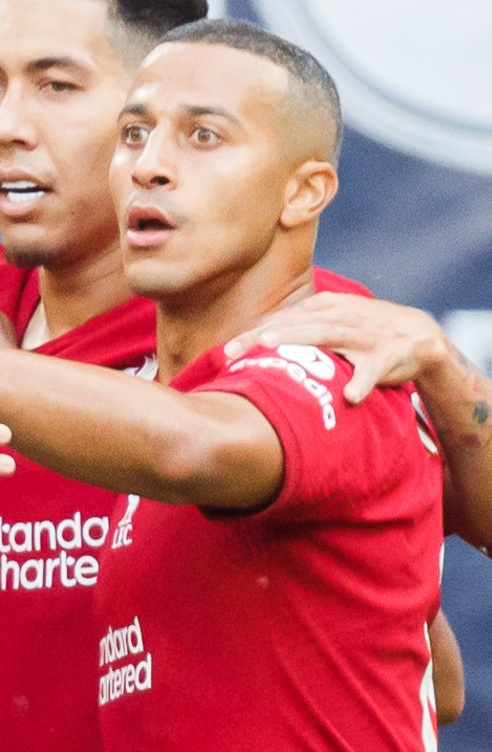
Thiago jogando pelo Liverpool em um jogo de pré-temporada antes da temporada 2022–23.

Antes de assinar com o clube vermelho, o jogador revelou ter tido conversas com ex-jogadores da equipe para saber como era a cidade e outros aspectos da vida na Inglaterra:
| “                                                                    | O aspecto familiar, o aspecto de vida... Como é a cidade? Onde ir? Como é a vida? Pessoas como Philippe Coutinho e Xabi Alonso me ajudaram muito a tomar esse último passo, foi muito bom. [...] Para dizer a verdade, foi difícil, porque estava no Bayern há sete anos, e do primeiro até o último dia eu fiquei impressionado com o clube, com as pessoas, com a cidade. Foi realmente difícil deixar a cidade, mas no fim das contas estava me mudando para cá, então a decisão foi clara. Ao mesmo tempo, foi difícil. | ” |
| — Thiago, sobre optar por assinar com o Liverpool e deixar o Bayern. | |   |

Thiago fez sua estreia em 20 de setembro de 2020, entrando no intervalo da partida contra o Chelsea no Stamford Bridge, onde o Liverpool venceu por 2-0. Nesta partida, Thiago completou 75 passes bem sucedidos, o maior número de passes realizados por um jogador em apenas 45 minutos na Premier League.

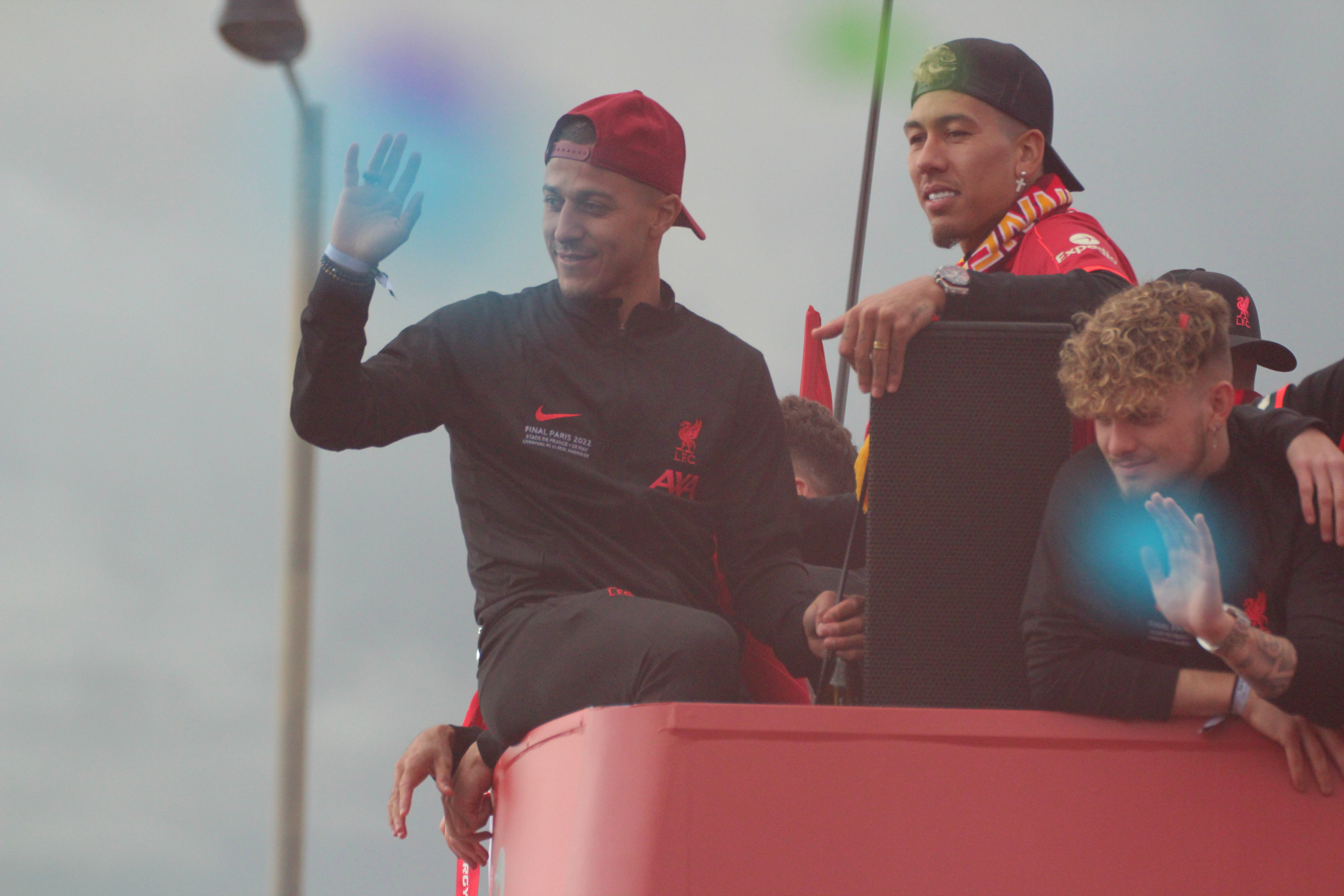
Thiago, Roberto Firmino e Harvey Elliott comemorando os dois títulos do Liverpool na temporada 2021–22.

Suas duas primeiras temporadas com o elenco comandado por Jürgen Klopp foram bem sucedidas. O jogador conseguiu participar de duas conquistas coletivas, e atuou por 69 jogos nesse tempo. Contudo, a partir da temporada 2022–23, seus números diminuiriam. Ele começou a época vencendo a Supercopa, mas terminou ela em baixa, pois realizou somente 28 partidas em todas as competições. Seus números baixos são reflexos das lesões que sofrera em solo inglês.[carece de fontes?]
Durante a temporada de 2023–24, o jogador teve um momento ainda mais delicado. Ele começou a época lesionado, e teve de ficar de maio de 2023 até fevereiro de 2024 recuperando-se uma cirurgia no quadril. No entanto, quando retornou aos gramados na 23ª rodada da Premier League, o jogador lesionou-se novamente. Dessa vez, o problema foi muscular.
Seu contrato com a equipe estava no fim nessa mesma época. Com isso, clubes ao redor da Europa e América buscaram a contratação do atleta em fim de contrato.
Encerrou sua passagem pelo Liverpool ao fim da temporada 2023-24, ele fez 98 partidas. Thiago marcou três gols e deu seis assistências ao longo das quatro temporadas no clube. Em 2023/24, atuou em apenas um jogo sob o comando de Jürgen Klopp. Ele esteve presente nas conquistas da Copa da Inglaterra, em 2021/22, e da Supercopa do país, em 2022/23.

### Aposentadoria
No dia 07 de julho de 2024, foi noticiado que Thiago Alcântara decidiu se aposentar após ficar sem contrato.

## Seleção Espanhola

### Categorias de base
Apesar de ter nascido na Itália e ter pais brasileiros, Thiago identificou-se com a Espanha, muito pelo fato de atuar desde os 14 anos no Barcelona. Em 2008, ele foi campeão da Euro Sub-17 pela Seleção Espanhola. Em 2010, fez também parte do grupo finalista da Euro Sub-19, vencida pela França.
Foi um dos principais jogadores do grupo campeão da Euro Sub-21 de 2011, marcando o segundo gol da vitória sobre a Suíça na final, num belo chute de longa distância. Devido a sua boa atuação na partida, faturou ainda o prêmio de "Homem do Jogo", entregue pela UEFA.

### Principal

Thiago Alcântara pela Seleção Espanhola de Futebol, em 2011.

Estreou pela Seleção Espanhola no dia 10 de agosto de 2011, em um amistoso contra a Itália. 
Integrante da lista inicial de trinta jogadores para a Copa do Mundo de 2014, foi cortado devido a lesão sofrida em 29 de março de 2014 que ocasionou em intervenção cirúrgica no joelho direito.
No dia 31 de maio de 2016, foi convocado para a disputa da Eurocopa de 2016.
Em 21 de maio de 2018 foi convocado para a Copa do Mundo FIFA de 2018.
Para a surpresa de muitas pessoas ele não foi convocado para a Copa do Mundo FIFA 2022

## Vida pessoal

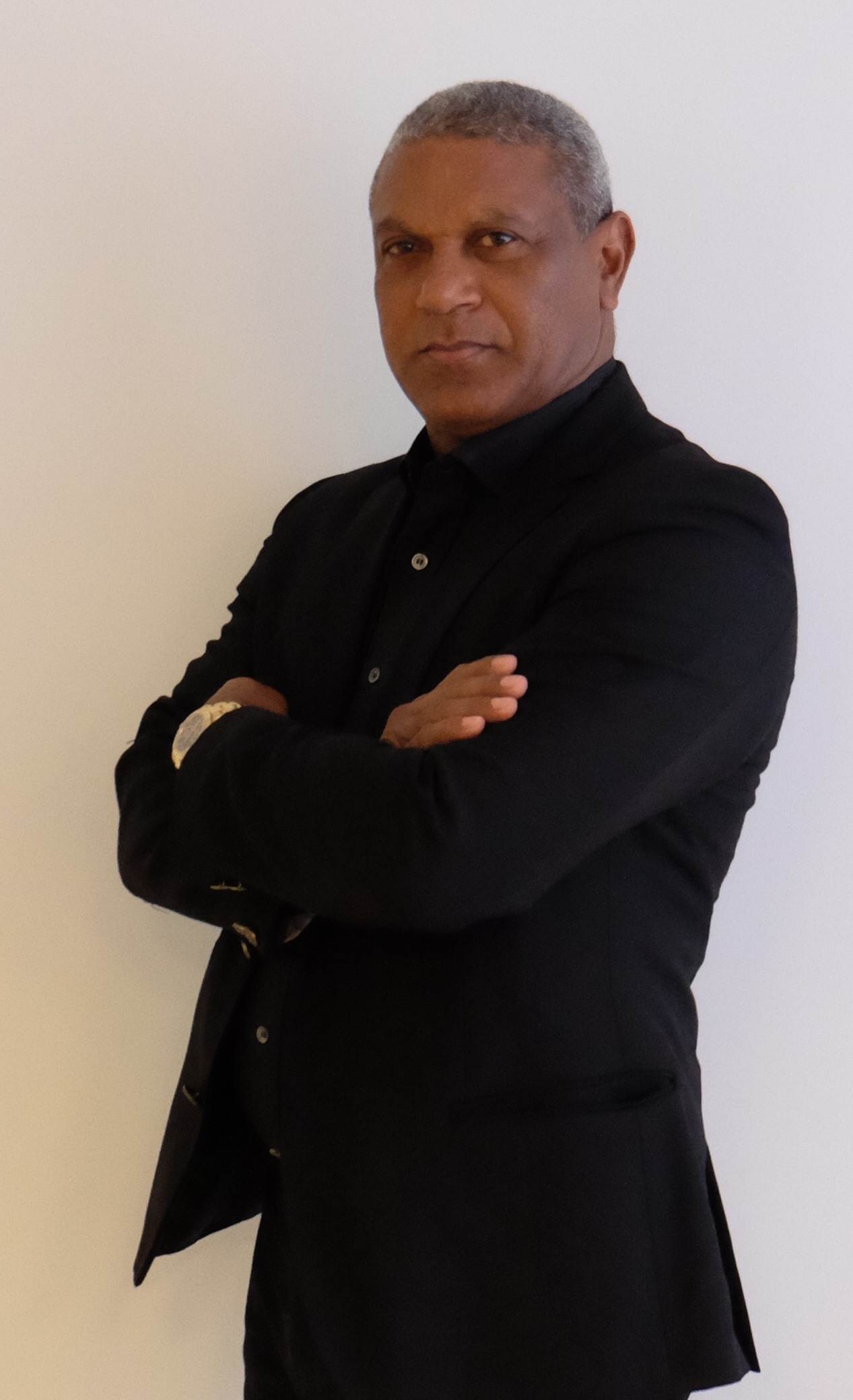
Mazinho, pai de Thiago.

É filho do ex-jogador brasileiro Mazinho, que jogava na Itália à época do nascimento do filho. Apesar de Thiago já ter atuado pelas seleções juvenis da Espanha, o pai declarou:
| “ | Espero vê-lo com a camisa da seleção que tanto honrei, a do Brasil. | ” |

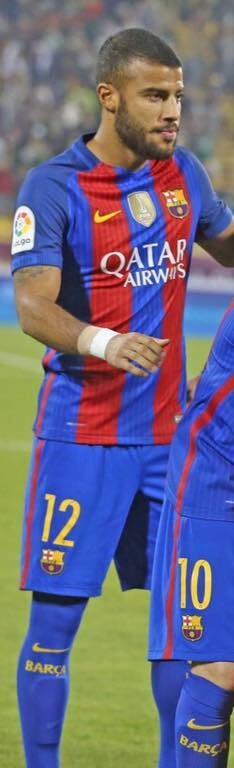
Curiosamente, Rafinha usou a camisa 12 no Barcelona. Esse era o dobro da numeração de Thiago na época que ele estava em solo Catalão.

Seu irmão mais novo, Rafael Alcântara, também atuou pelas categorias de base do Barcelona e da seleção brasileira, onde conseguiu se sagrar campeão Olímpico em 2016.
Thiago nasceu na Itália, mas optou por jogar pela Seleção Espanhola. No entanto, ainda que possua pais brasileiros, ele nega que se sente mais espanhol do que brasileiro. O jogador chegou a se definir como "um cidadão do mundo". Todavia, Alcântara admitiu que seu irmão mais novo, o Rafinha, escolheu o Brasil para defender por se sentir mais ligado ao país.
| “                                 | Ajudou muito o fato de o Rafa ter nascido no Brasil. Ele sempre se sentiu brasileiro, sempre se sentiu mais identificado que eu com o Brasil, e acho que ele curte mais do que eu ir para o Brasil também. | ” |
| — Thiago, sobre seu irmão Rafael. | |   |

Enquanto ambos atuavam na Europa, Rafinha e Thiago se enfrentaram somente uma vez. Os dois já havia jogado pela mesma equipe quando atuavam pela principal equipe da Catalunha, e foi justamente em um confronto de Bayern e Barcelona que os dois tiveram um embate eliminatório na semifinal Liga dos Campeões de 2014–15. Ao fim da partida, o clube do caçula venceu o jogo por 3-0.
A relação de ambos é muito amistosa. O jogador mais velho já foi visto torcendo para seu parente na época que ele jogava no Barça, e também se solidarizou com ele em setembro de 2015, quando Rafinha lesionou-se no joelho.
Em 2015, Thiago casou-se com a espanhola Julia Vigas. Os dois já eram um casal desde quando Alcântara atuava pelo Barcelona.
Mazinho revelou que Thiago e Rafinha foram torcedores do Vasco quando ambos eram crianças. Contudo, mesmo como pai sendo declaradamente vascaíno, seus filhos mudaram o clube do coração para torcer para o Flamengo. O pai dos dois acredita que isso se deve ao fato de Adalberto Machado (ex-jogador do Fla e pai do brasileiro, naturalizado espanhol, Rodrigo) ter levado os meninos para o Maracanã em um dia de Fla-Flu. Os dois garotos entraram no gramado acompanhados de Petković (Thiago) e Júlio César (Rafael) e a atmosfera da torcida rubro-negra "contaminou" os dois e ambos passaram a admirar o clube carioca.

## Títulos
Barcelona
- Campeonato Espanhol: 2010–11, 2012–13
- Supercopa da Espanha: 2010, 2011
- Liga dos Campeões da UEFA: 2010–11
- Supercopa Europeia: 2011
- Copa do Mundo de Clubes da FIFA: 2011
- Copa do Rei: 2011–12

Bayern de Munique
- Campeonato Alemão: 2013–14, 2014–15, 2015–16, 2016–17, 2017–18, 2018–19, 2019–20
- Copa da Alemanha: 2013–14, 2015–16, 2018–19, 2019–20
- Supercopa da Alemanha: 2016, 2018
- Liga dos Campeões da UEFA: 2019–20
- Copa do Mundo de Clubes da FIFA: 2013

Liverpool
- Copa da Liga Inglesa: 2021–22 e 2023–24
- Copa da Inglaterra: 2021–22
- Supercopa da Inglaterra: 2022

Seleção Espanhola
- Euro Sub-17: 2008
- Euro Sub-21: 2011, 2013

### Prêmios individuais
- Jogador de ouro do Campeonato Europeu Sub-21 de 2013[49]
- Equipe do torneio do Campeonato Europeu Sub-21 de 2013
- Chuteira de prata do Campeonato Europeu Sub-21 de 2013
- 98º melhor jogador do ano de 2016 (The Guardian)[50]
- Seleção da Bundesliga: 2016–17
- Seleção da Liga dos Campeões da UEFA: 2019–20[51]
- FIFPro World XI: 2020
- The Best FIFA 2020: (8° lugar)
- Equipe do ano da UEFA: 2020
- Equipe do Ano PFA da Premier League:  2021–22[52]

### Artilharias
- Copa Audi: 2011 (3 gols)